# نويل فورستر
نويل فورستر (بالإنجليزية: Noel Forster)‏ هو رسام بريطاني، ولد في 15 يونيو 1932، وتوفي في 7 ديسمبر 2007.